# Fabrice Ondama
Fabrice Ondama (27 de fevereiro de 1988) é um futebolista profissional congolês que atua como meia.

## Carreira
Fabrice Ondama representou o elenco da Seleção Congolesa de Futebol no Campeonato Africano das Nações de 2015.